# Knight Lore
Pour les articles homonymes, voir Knight.
Knight Lore est un jeu vidéo d'action-aventure en 3D isométrique développé et édité par Ultimate Play the Game en 1984 sur ZX Spectrum et Amstrad CPC. Le jeu a été adapté sur Famicom Disk System et MSX en 1986. Le personnage incarné explore un labyrinthe dans le but de conjurer la malédiction qui a fait de lui un loup-garou.
Le jeu est la suite de Sabre Wulf et Underwurlde (1984).
Malgré des environnements à deux couleurs, le jeu était techniquement très avancé pour l'époque. Le jeu inaugure le moteur de jeu Filmation qui permet de représenter les décors en perspective isométrique. Le jeu a eu un grand succès et connu plusieurs adaptations et suites. Ultimate a également produit d'autres jeux fondés sur le même moteur, comme Alien 8 (1985).

## Système de jeu
Le joueur incarne Sabreman dans sa troisième aventure qui souffre alors de lycanthropie après avoir été maudit par un loup-garou. Il a quarante jours pour traverser un labyrinthe de salles et de couloirs et trouver le magicien Melkhior, sinon quoi il est condamné à rester loup-garou à vie. Sabreman doit endurer ses transformations nocturnes et collecter sur sa route les ingrédients nécessaires à ses soins.

## Accueil
| Knight Lore              |      |       |
| Média                    | Pays | Notes |
| Crash Magazine           | US   | 94 %  |
| Sinclair User            | US   | 9/10  |
| Computer and Video Games | US   | 9/10  |
| Eurogamer                | US   | 8/10  |

Le jeu est l'une des entrées de l'ouvrage Les 1001 jeux vidéo auxquels il faut avoir joué dans sa vie.

## La série
- 1984 : Sabre Wulf
- 1984 : Underwurlde
- 1984 : Knight Lore
- 1986 : Pentagram
- Mire Mare (jamais commercialisé)